# 3704 Ґаошікі
3704 Ґаошікі (3704 Gaoshiqi) — астероїд головного поясу, відкритий 20 грудня 1981 року.
Тіссеранів параметр щодо Юпітера — 3,511.